# Michaił Biezuch
Michaił Iwanowicz Biezuch (ukr. Михайло Іванович Безух, ros. Михаил Иванович Безух, ur. 12 maja?/25 maja 1914 we wsi Biełosarajka w powiecie mariupolskim w guberni jekaterynosławskiej (obecnie Biełosarajska Kosa w rejonie manhuskim w obwodzie donieckim), zm. 31 lipca 1971 w Moskwie) – radziecki lotnik wojskowy, generał major lotnictwa, Bohater Związku Radzieckiego (1944).

## Życiorys
Był narodowości ukraińskiej. Do 1929 skończył 7 klas szkoły, 1929–1931 pracował w kołchozie w rodzinnej wsi, w 1933 ukończył szkołę uniwersytetu fabryczno-zawodowego w Geniczesku, 1933–1935 uczył się w azowskim technikum w obwodzie rostowskim. Od 1935 służył w armii, w 1938 ukończył wojskową szkołę lotniczą w Stalingradzie i został pilotem pułku bombowców lekkich w Kijowskim Okręgu Wojskowym. We wrześniu 1939 jako pilot 11 pułku bombowców lekkich brał udział w agresji ZSRR na Polskę, a później w wojnie ZSRR z Finlandią w lutym-marcu 1940 jako lotnik 11 pułku bombowców lekkich; podczas wojny z Finlandią wykonał 12 lotów bojowych. W czerwcu-lipcu 1940 brał udział w zajmowaniu Besarabii jako starszy lotnik 11 pułku bombowców lekkich, później służył w Odeskim Okręgu Wojskowym, od czerwca 1941 uczestniczył w wojnie z Niemcami jako dowódca klucza 299 pułku lotnictwa szturmowego na Froncie Południowym, biorąc udział w walkach obronnych w Mołdawii pilotując samolot I-153. Od października 1941 do marca 1942 był dowódcą klucza i dowódcą eskadry 565 pułku lotnictwa szturmowego, walcząc na Froncie Zachodnim (październik 1941) i Wołchowskim (marzec 1942), biorąc udział w obronie Moskwy i operacji lubańskiej, 17 marca 1942 został ranny i kontuzjowany, do lipca 1942 leczył się w moskiewskim szpitalu. Od lipca 1942 do kwietnia 1944 był dowódcą eskadry, nawigatorem i zastępcą dowódcy 565 pułku lotnictwa szturmowego, walczył na Froncie Zachodnim (lipiec 1942–sierpień 1943), Briańskim (sierpień-wrzesień 1943) i 1 Ukraińskim (luty-kwiecień 1944), biorąc udział w operacji rżewsko-syczewskiej, rżewsko-wiaziemskiej, orłowskiej i proskurowsko-czerniowieckiej. 3 sierpnia 1943 został zestrzelony, wyskoczył na spadochronie. Od kwietnia 1944 do maja 1945 dowodził 571 pułkiem lotnictwa szturmowego, walczył na 1 (kwiecień-sierpień 1944) i 4 Froncie Ukraińskim (sierpień 1944–-maj 1945), brał udział w operacji lwowsko-sandomierskiej, wschodniokarpackiej, zachodniokarpackiej, morawsko-ostrawskiej i praskiej. Wykonał 119 lotów bojowych, w walkach powietrznych strącił osobiście 3 i w grupie 6 samolotów wroga. Po wojnie do lutego 1946 dowodził pułkiem lotnictwa szturmowego w Karpackim Okręgu Wojskowym, w 1950 ukończył Akademię Wojskowo-Powietrzną w Monino, 1950–1951 był inspektorem lotnictwa szturmowego w Głównej Inspekcji Armii Radzieckiej, później został pomocnikiem dowódcy 74 Dywizji Lotnictwa Szturmowego w Zabajkalskim Okręgu Wojskowym, w styczniu 1952 został zastępcą dowódcy, a w grudniu 1953 dowódcą 159 Dywizji Lotnictwa Szturmowego na Sachalinie (do października 1955). W 1957 ukończył Wyższą Akademię Wojskową i 1957–1962 był dowódcą 83 Samodzielnej Stacji Inżynieryjno-Lotniczej Lotnictwa Dalekiego Zasięgu, a 1962–1965 zastępcą dowódcy 30 Armii Powietrznej w Nadbałtyckim Okręgu Wojskowym (w Rydze), w sierpniu 1965 został zwolniony do rezerwy, 1966–1967 był szefem sektora Specjalnego Biura Konstruktorskiego Mechanizacji Pracy w Rydze. Od 1967 mieszkał w Moskwie, gdzie był m.in. pomocnikiem szefa Zarządu Magistrali i Informacji Aeronawigacyjnej. Został pochowany na Cmentarzu Nowodziewiczym.

## Awanse
- porucznik (12 grudnia 1938)
- starszy porucznik (2 lutego 1942)
- kapitan (30 października 1942)
- major (3 sierpnia 1943)
- podpułkownik (24 października 1944)
- pułkownik (27 czerwca 1950)
- generał major lotnictwa (8 sierpnia 1955)

## Odznaczenia
- Złota Gwiazda Bohatera Związku Radzieckiego (1 lipca 1944)
- Order Lenina (dwukrotnie, 29 czerwca 1942 i 1 lipca 1944)
- Order Czerwonego Sztandaru (trzykrotnie, 25 kwietnia 1943, 6 listopada 1944 i 5 listopada 1954)
- Order Suworowa III klasy (5 lipca 1944)
- Order Kutuzowa III klasy (11 czerwca 1945)
- Order Czerwonej Gwiazdy (dwukrotnie, 5 listopada 1941 i 15 listopada 1950)
- Medal „Za zasługi bojowe” (6 listopada 1945)
- Medal „Za zwycięstwo nad Niemcami w Wielkiej Wojnie Ojczyźnianej 1941–1945”
- Medal „Za wyzwolenie Warszawy”
- Medal „Weteran Sił Zbrojnych ZSRR”
- Krzyż Wojenny Czechosłowacki 1939 (Czechosłowacja)